# Il Giudizio

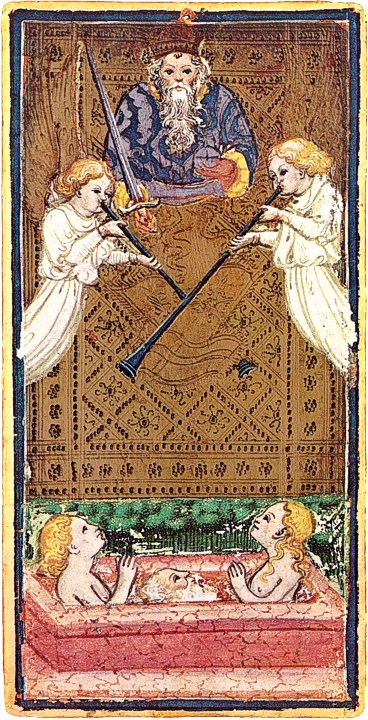
Il giudizio nel mazzo Visconti-Sforza.

Il Giudizio è la ventesima carta degli arcani maggiori dei tarocchi; è conosciuta anche come l'Angelo.

## Rappresentazione
Un arcangelo, spesso identificato come l'Arcangelo Michele, suona la tromba del giudizio e 3 figure nude, dove si riconosce chiaramente almeno un uomo e una donna, escono da una tomba. Interpretando l'iconografia in riferimento all'Apocalisse, le tre figure che resuscitano simboleggerebbero un'umanità rigenerata, ciò che è stato salvato dalla fine del mondo per essere ricondotto alla sua forma spirituale. L'uomo e la donna sono qui simbolo di unione più che di diversità sessuale, le due parti che creano il frutto (la terza figura), il materiale che si purifica e dà vita a un nuovo principio. Ed è proprio questo il tema della carta: la vittoria sulla materia.

## Simbolismi
In parecchi mazzi viene chiamato "Il Giudizio" e infatti la simbologia della carta stessa rimanda l'idea del Giudizio Universale.

## Significato
Come per tutte le carte dei Tarocchi, il significato dipende da come la carta appare (dritta o al rovescio) e dalla sua posizione nel gioco. Per quanto riguarda il Giudizio, si tratta di un Arcano molto più forte al positivo. è una carta veloce, da una a tre settimane per manifestarsi ma gli effetti possono anche perdurare nel tempo. 

### Carta dritta
Di ottimo auspicio sia nei consulti che nella meditazione, il Giudizio segnala qualcosa di imprevisto ed inatteso: sorprese, idee, successi, svolte decisive. Una carta che comunque segnala una risoluzione in ogni campo, benedetta da fortuna e genialità, che spesso può essere una rinascita dopo una crisi o un aiuto che non ci si aspettava. Il Giudizio segnala spesso chiarimenti, ostacoli superati, notizie inaspettate che arrivano al consultante via internet (messaggi, articoli, video chiamate...), ma indica anche guarigione, evoluzione emotiva e spirituale. Essendo questo Arcano simbolo di una protezione superiore, tutto ciò che preannuncia non sottostà alla volontà del consultante, ma accade a prescindere da esso; la trasformazione è inevitabile e travolgente. Spesso il Giudizio rispolvera progetti abbandonati, o persone ormai credute perse; porta con sé entusiasmo, ispirazione e profetismo. 
In amore questa carta simboleggia un colpo di fulmine, oppure una trasformazione decisiva di un rapporto già esistente, ritorni improvvisi e talvolta un'illuminazione e un cambio di compagno/a che mai si sarebbe creduto di desiderare. 
Sul piano del lavoro indica invece avanzamenti di carriera, oppure la scoperta (o riscoperta) di un progetto. Quando l'Arcano simboleggia un soggetto, si tratta di una persona severa ma senza cattiveria, stimolante e magnetica. Può spesso indicare anche libertà morale e creatività. 

### Carta rovesciata
Nel caso del Giudizio, quando l'Arcano appare capovolto, si capovolge con lui anche il significato. L'improvviso verificarsi di qualcosa diventa dunque il suo opposto: una situazione stagnante, da cui il consultante non riesce ad uscire, o ancora, una verità lampante che non vuole accettare. Oppure, in un'altra sfumatura dell'immobilità, c'è una situazione ritenuta conclusa che va invece rimessa in discussione, ed è il consultante stesso a dover ritornare a prendersi le sue responsabilità. In alcuni casi, il significato dell'Arcano dritto viene esasperato quando questo si presenta al rovescio: ne esce dunque un consultante estremamente impulsivo, la cui condotta irragionevole lo trascina in una situazione da cui non può scappare. Torna l'elemento della tempestività, e così come al dritto, anche al rovescio la carta ci parla di notizie inaspettate; ma in questo caso si tratta di qualcosa di brutto, fino ad indicare una vera e propria tragedia.
Il Giudizio capovolto non è solo impossibilità, ma anche incapacità: il consultante non riesce a sopportare un cambiamento, lo ostacola o ne fugge, non riesce a vivere la vita nella sua accezione più completa, auto condannandosi alla mediocrità e alla stasi, nonostante tenda a sopravvalutarsi. Oppure, quando nulla è imputabile al consultante può trattarsi di un cambiamento imposto che non è salutare ma a cui è comunque impossibile opporsi, o un tentativo di manipolazione. Talvolta questo Arcano è anche sinonimo di magia coercitiva, spiritismo e magia nera. 
In amore può annunciare una crisi di coppia abbastanza seria, o anche una separazione improvvisa; lo segnala per quanto riguarda i rapporti in generale, non è quindi da escludere che il consultante sia in balia di falsi affetti. Allo stesso modo, sul lavoro annuncia grandi delusioni all'orizzonte e invita a guardarsi da capi e colleghi perché potrebbero essere degli imbroglioni; talvolta il Giudizio segnala cause finanziarie e/o giudiziarie in atto che, con il comparire dell'Arcano, non promettono di risolversi velocemente.